# Walter Krienitz

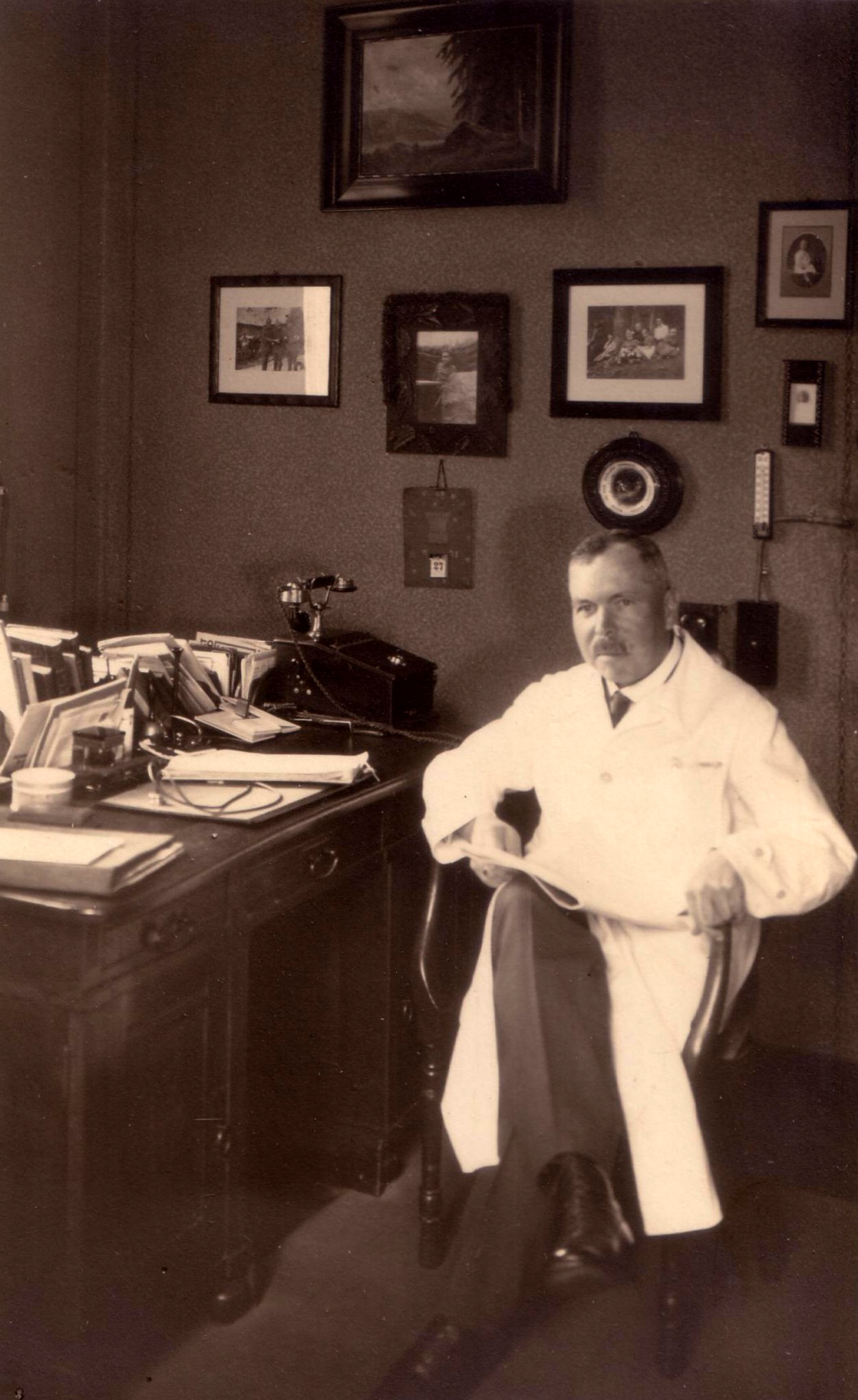
Walter Krienitz

Walter Krienitz (* 6. November 1876 in Halberstadt; † 14. November 1943 ebenda) war ein deutscher Mediziner, der als einer der Ersten Bakterien im menschlichen Magen beschrieb.

## Leben
Walter Krienitz studierte Medizin von 1896 bis 1902 an den Universitäten Würzburg, Berlin und Halle/Saale. Am 4. April 1902 erlangte er die Approbation als Arzt und promovierte 1903 in Halle/Saale. Von 1906 bis 1928 war Krienitz in einer Privatklinik für Magen-, Darm- und Stoffwechselkrankheiten in Halberstadt tätig. Mitte der 20er Jahre erkrankte er an einer schweren Enzephalitis. Aufgrund einer zunehmenden rechtsseitigen Hemiplegie musste er seine ärztliche Tätigkeit 1928 beenden.
Medizinhistorisch bedeutsam ist Walter Krienitz als einer der ersten Ärzte, die Magenbakterien beim Menschen beschrieben. Seit Anfang 2019 erinnert eine Gedenktafel im Halberstädter Burchardi-Kloster daran. 2005, also fast 90 Jahre nach dieser Veröffentlichung, wurde der Nobelpreis für Medizin und Physiologie für die Entdeckung von Helicobacter pylori an B. J. Marshall und J. R. Warren aus Australien vergeben.
Seit 2007 gibt es zur Erinnerung an Walter Krienitz den Walter-Krienitz-Verein zur Förderung der Medizin e. V.